# ピアノ協奏曲第2番 (リャプノフ)
ピアノ協奏曲第2番ホ長調 作品38は、セルゲイ・リャプノフが1909年に作曲したピアノ協奏曲。演奏時間は約20分。

## 概要
リャプノフは1909年、彼が50歳の時に2番目のピアノ協奏曲を作曲した。作品は、他の事で多忙だったため、手直しを部分的にしか行わなかった。1910年の100年前にはショパンが生まれている。リャプノフとバラキレフは、作曲をする内に親密な関係になっていった。バラキレフはショパンの旋律による組曲を、リャプノフはショパン生誕の地ジェラゾヴァ・ヴォラを元にした交響詩を作曲した。両作品は1910年2月、ショパン生誕100周年祭にてリャプノフの指揮で行われた。バラキレフは、1910年5月29日に死ぬまでは長くなかった。彼は、体力が弱ってきて寿命が近づいてきていると感じたため、リャプノフに自身のピアノ協奏曲第2番を完成させるよう依頼し、リャプノフは見事にそれを行った。同年12月、自身のピアノ協奏曲第2番を含むバラキレフ追悼コンサートが、リャプノフ指揮の下で行われた。

## 楽曲構成
作品はリストの明らかな影響が指摘され、リストのカデンツァの超絶技巧が点在している。曲は金管によって開始され、ピアノがオーケストラを伴って明るく優美に加わる。やがて、自身が完成させたバラキレフのピアノ協奏曲第2番の旋律が現れる。
- Lento ma non troppo
- Allegro molto ed appassionato
- Allegro molto
- Lento ma non troppo
- Allegro molto